# Gordon (Nouvelle-Galles du Sud)
Gordon est une ville australienne située dans la zone d'administration locale de Ku-ring-gai, dont elle est le chef-lieu, dans l'agglomération de Sydney en Nouvelle-Galles du Sud.

## Géographie
Gordon est située à 14 km au nord du quartier central de Sydney.

## Démographie
La population s'élevait à 6 592 habitants en 2011 et à 7 668 habitants en 2016.